# 炎のTIM学院〜ゴルゴ先生 レッド先生
炎のTIM学院〜ゴルゴ先生 レッド先生（ほのおのティー・アイ・エムがくいん ゴルゴせんせい - レッドれんせい）は、大阪・ABCラジオ（朝日放送）で放送されていたラジオ番組。提供は大阪に本社を持つ工業用刃物メーカーの塚谷刃物製作所。

## 出演者
- TIM
  - ゴルゴ松本
  - レッド吉田

## 主なコーナー
- ゴルゴ松本の恋愛道場

ゴルゴ松本が視聴者から送られてきた恋愛相談に答えるコーナー。レッド吉田が手紙を読み上げ、それに対してゴルゴ松本が答えていく形式をとるが、レッドも参加してくる。ひとしきり話した後、ゴルゴが一言アドバイスを送る。これを二名分行うのが基本。
- 「ザ」のコーナー
- あいちゃんを捜せ
- 今週のレッド

など

## 放送時間
- ABCラジオ　毎週土曜20:00〜　(2007年4月〜9月）
- 2005年4月から2007年3月までは毎週金曜25:00〜